# Canal+ Sport
Canal+ Sport (wcześniej, do 11 marca 2004 roku: Canal+ Niebieski) – jeden z dwunastu dostępnych w Polsce kanałów spod znaku francuskiej sieci Canal+. Kanał dostępny jest na cyfrowej platformie satelitarnej Canal+ oraz w wybranych sieciach telewizji kablowej jako kanał dodatkowo płatny (tzw. opcja CANAL+).

## Canal+ Sport HD
Canal+ Sport HD to kanał będący retransmisją Canal+ Sport w czasie rzeczywistym w jakości Full HD 1080i.

## Kontrowersje
Jednym z pierwszych ekspertów stacji był Wit Żelazko, który w styczniu 2007 został zatrzymany przez Centralne Biuro Antykorupcyjne pod zarzutem korupcji w piłce nożnej.
W grudniu 2016 roku stacja została ukarana przez KRRiT grzywną w wysokości 30 000 zł, bowiem nie emitowała wymaganej liczby audycji z udogodnieniami dla niepełnosprawnych.

## Historia

### Początki
Kanał wystartował 1 grudnia 1998. W 2001 roku Canal+ Niebieski nadawał przez całą dobę reality show Big Brother. Po zakończeniu show, w ofercie kanału znalazły się filmy fabularne, dokumentalne i sport. Z czasem w ofercie kanału zostały już tylko transmisje sportowe, a także: magazyny, programy, cykle i filmy dokumentalne dotyczące sportu, a sam kanał 11 marca 2004 roku zmienił nazwę na Canal+ Sport. 1 września 2008 roku kanał przeszedł na format nadawania 16:9.

### Obecnie
10 sierpnia 2012 roku stacja postanowiła nie przedłużać praw telewizyjnych do Serie A. Zamiast tego dalej przedłużono licencję na nadawanie rozgrywek Ligue 1. Dodatkowo transmitowano także wybrane mecze Ligue 2 i Pucharu Ligi Francuskiej. Jednak z powodu fuzji Cyfry+ i n i powstania nc+ mecze Serie A powróciły do oferty stacji. 5 kwietnia 2013 roku kanał zmodyfikował swoje logo. Od teraz człon "sport" napisany jest na zielonym tle, tym samym po raz pierwszy w historii odstąpiono od niebieskiej barwy.
W lecie 2015 roku stacja postanowiła nie przedłużać praw telewizyjnych do Serie A, Ligue 1 oraz La Ligi. Od sezonu 2015/16 rozgrywki te pokazują stacje Eleven Sports.
W lecie 2018 roku Canal+ utracił prawa do piłkarskiej Ligi Mistrzów UEFA oraz Ligi Europy UEFA na rzecz telewizji Polsat. Jednocześnie zakupił Siatkarską Ligę Mistrzów CEV, Siatkarską Ligę Mistrzyń CEV oraz Rajdowe Mistrzostwa Świata (WRC). W marcu 2024 roku stacja odzyskała prawa do Ligi Mistrzów UEFA oraz dodatkowo zakupiła prawa do Superpucharu UEFA i Ligi Młodzieżowej UEFA.
Kanał do czerwca 2007 nadawał całodobowo. Od czerwca 2007 do 5 kwietnia 2013 roku kanał nadawał w godzinach 7.00-6.00 lub całodobowo. Od 5 kwietnia 2013 do 28 lutego 2015 roku kanał nadawał w godzinach 7.00-6.00, 7.00-6.30, 7.00-6.45 lub całodobowo. Od 1 marca 2015 roku Kanał zaczął ponownie nadawać całodobowo.

## Oferta programowa

### Programy i magazyny
- 1 na 1 – program prowadzony przez Marcina Rosłonia, w którym rozmawia ze znanymi osobami polskiego futbolu.
- Basket+ – magazyn podsumowujący poprzedni dzień na koszykarskich parkietach.
- Ekstraklasa po godzinach – podsumowanie bieżących wydarzeń w Ekstraklasie. Autorzy audycji z przymrużeniem oka prezentują też ciekawostki z ligi. Program prowadzi Filip Surma. Emisja: w poniedziałek o godzinie 21.
- Ekstrapaka – podsumowanie kolejki Ekstraklasy w formie skrótu oraz zapowiedź następnej kolejki.
- Jej wysokość Premier League - prowadzony przez Przemysława Rudzkiego program, podsumowujący kolejkę Premier League.
- Liga+ Extra – prowadzony przez Bartosza Glenia (od 2020 roku)[10] i Krzysztofa Marciniaka program, podsumowuje kolejkę Ekstraklasy.
- Liga+ – prowadzącymi są Rafał Dębiński i Remigiusz Kula (od 2023 roku), którzy wraz z zaproszonymi ekspertami przedstawiają wydarzenia każdej kolejki spotkań piłkarskiej Ekstraklasy.
- NBA Action – magazyn koszykarski w całości poświęcony lidze NBA. W programie prezentowane są najnowsze wiadomości oraz najpiękniejsze akcje.
- Magazyn PGE Ekstraliga – podsumowanie ostatnich meczów najlepszej ligi żużlowej świata, wywiady oraz specjalistyczne statystyki.
- O co biega? – w magazynie nowinki oraz praktyczne porady dla osób, które uprawiają bieganie rekreacyjnie, półprofesjonalnie, zawodowo lub dopiero zaczynają. Autorski program Marcina Rosłonia.
- Sport+ – niedzielny magazyn pokazujący wszystkie bramki strzelone w weekend na europejskich stadionach. W programie prezentowane są skróty spotkań z Ligi hiszpańskiej, polskiej i francuskiej.
- The Legends - program Tomasza Ćwiąkały, w którym rozmawia z legendami światowego futbolu[10].
- Turbokozak – prowadzony przez Bartosza Ignaciaka i Grzegorza "Gabora" Jędrzejewskiego program, stanowiący indywidualny konkurs umiejętności piłkarskich.
- Hola La Liga - Prowadzony przez Łukasza Wiśnowskiego i Tomasza Ćwiąkałę podsumowujący daną kolejkę La Liga.

### Pasma filmowe
- Sport bez fikcji – stałe wtorkowe pasmo pokazujące nagradzane na festiwalach całego świata dokumenty sportowe i reportaże, również autorskie produkcje kanału.

### Prawa transmisyjne[11][12]
- Piłka nożna
  - Liga Mistrzów UEFA
  - Superpuchar UEFA
  - Liga Młodzieżowa UEFA
  - PKO BP Ekstraklasa
  - Premier League (2 spotkania w kolejce do końca sezonu 2024/2025)[13]
  - La Liga (5 spotkań w kolejce)
  - Ligue 1
- Koszykówka
  - NBA
  - Liga ACB (1 mecz w kolejce)
- Żużel
  - Grand Prix IMŚ na żużlu
  - Drużynowe mistrzostwa świata na żużlu
  - PGE Ekstraliga
  - I liga polska na żużlu
  - Złoty Kask
- Tenis ziemny
  - WTA[14]
- Mieszane sztuki walki
  - Bellator MMA

## Dawniej w emisji

### Programy i magazyny
- Dobry wieczór sport - emitowany od poniedziałku do piątku na czas pandemii COVID-19 program, w którym prowadzący, goście i dzwoniący do studia widzowie spekulowali na temat powrotu sportu po pandemii. Wśród prowadzących program byli m.in. Andrzej Twarowski i Przemysław Rudzki (poniedziałek, Premier League), Tomasz Ćwiąkała i Piotr Laboga (wtorek, La Liga), Daria Kabała-Malarz (środa, żużel), Żelisław Żeżyński (czwartek, Ekstraklasa) i Wojciech Michałowicz (piątek, NBA).
- Czempioni w Plusie – program prowadzony przez Paulinę Czarnotę-Bojarską, która przeprowadzała wywiady z gwiazdami polskiego sportu. Premiera była emitowana raz w miesiącu.
- Dawno temu w Canal+ - emitowane na czas pandemii COVID-19 wieczorne pasmo, przedstawiające archiwalne wydania Ligi+ i Ligi+ Extra z lat 2000-2003.
- Euroleague Show – poniedziałkowy magazyn koszykarski podsumowujący wydarzenia tygodnia na koszykarskich parkietach Euroligi.
- Laboratorium Pro – program współtworzony z Instytutem Sportu, zawierający niepowtarzalne eksperymenty, autorskie reportaże, wypowiedzi ekspertów, prowadzony przez Piotra Labogę i Pawła Ziętarę.
- Moto+ – magazyn podsumowujący wydarzenia z ostatniego miesiąca na światowych torach i trasach wyścigów.
- La Liga – program w całości poświęcony rozgrywkom ligi hiszpańskiej. Widzowie mogli zobaczyć obszerne skróty wszystkich meczów minionego weekendu oraz bramki. Program nie miał komentarza, był prezentowany z naturalnym dźwiękiem pochodzącym ze stadionów.
- Piłka z góry – niedzielny magazyn, w którym Daria Kabała-Malarz razem ze zaproszonymi gośćmi, dziennikarzami piłkarskimi, podsumowywała wydarzenia piłkarskie mijającego tygodnia.
- R1. Rezerwowy Program Żużlowy - emitowany w soboty na czas pandemii COVID-19 program, w którym prowadzący, goście i dzwoniący do studia widzowie spekulowali na temat powrotu żużla po pandemii.
- Sport+ Extra (2007-2013) – kontynuacja niedzielnego magazynu Sport+. W odróżnieniu od niedzielnego magazynu, we wtorek program emitowany był na żywo, ze studia i z udziałem ekspertów. Prowadzącym był Rafał Wolski.
- WNBA Action – magazyn koszykarski w całości poświęcony lidze WNBA. W programie prezentowane są najnowsze wiadomości oraz najpiękniejsze akcje.
- Za ciosem – program przygotowywany przez Paulinę Czarnotę-Bojarską oraz Edwarda Durdę. W magazynie omawiane były najciekawsze wydarzenia bokserskie ostatniego miesiąca, a także prezentowano najciekawsze walki.
- Premier League – wtorkowy magazyn będący podsumowaniem kolejki Premier League.
- Premier League+ – program emitowany w soboty i pokazujący wszystkiego gole strzelone w tym dniu.
- Premier League World – podsumowanie ostatniej kolejce Premier League, a zarazem przedstawienie najbliższej serii spotkań.
- Face 2 Face z Tomkiem Ćwiąkałą - program Tomasza Ćwiąkały, w którym przeprowadza wywiady z polskimi piłkarzami grającymi w zagranicznych ligach.

### Prawa transmisyjne
- Piłka nożna
  - Liga Europy UEFA
  - Ligue 1
  - Ligue 2
  - Pucharu Ligi Francuskiej
  - Serie A
  - FA Cup
  - wybrane mecze reprezentacji Anglii
- Futbol amerykański
  - NFL
- Koszykówka
  - VTB United League
- Lekkoatletyka
  - Golden League
- Igrzyska Olimpijskie
  - Zimowe Igrzyska Olimpijskie 2014

## Dziennikarze i eksperci
- Łukasz Benz
- Tomasz Ćwiąkała
- Rafał Dębiński
- Tomasz Dryła
- Edward Durda
- Piotr Glamowski
- Bartosz Gleń
- Tomasz Gollob
- Bartosz Ignacik
- Wojciech Jagoda
- Andrzej Juskowiak
- Filip Kapica
- Kamil Kosowski
- Remigiusz Kula
- Artur Kwiatkowski
- Radosław Majdan
- Robert Małolepszy
- Krzysztof Marciniak
- Daria Kabała-Malarz
- Wojciech Michałowicz
- Michał Mitrut
- Rafał Nahorny
- Iwona Niedźwiedź
- Cezary Olbrycht
- Leszek Orłowski
- Mateusz Rokuszewski
- Marcin Rosłoń
- Przemysław Pełka
- Przemysław Rudzki
- Robert Skrzyński
- Sławomir Stempniewski
- Filip Surma
- Sławomir Szmal
- Andrzej Twarowski
- Kazimierz Węgrzyn
- Tomasz Wieszczycki
- Mariusz Wróblewski

## Canal+ Sport 3 i Canal+ Sport 4
W związku z przedłużeniem przez platformę nc+ praw do transmisji PKO Ekstraklasy na sezony 2019/2020 i 2020/2021 postanowiono uruchomić kanały Canal+ Sport 3 i Canal+ Sport 4, które będą oferowane w modelu dystrybucji pozwalającym również na włączenie ich do oferty innych operatorów telewizyjnych. Kanały zostały uruchomione 11 lipca 2019 r., a w latach 2021/22, kanały te zostały dodane do Polsat Box (dla starszych użytkowników do Cyfrowego Polsatu).
Na dwóch nowych kanałach będzie można zobaczyć wszystkie 296 meczów najwyższej klasy rozgrywek piłkarskich w Polsce (część w programie "Multiliga+"), magazyny ligowe prowadzone przez dziennikarzy i ekspertów Canal+ oraz skróty i analizy spotkań. Ramówkę kanałów uzupełnią archiwalne nagrania najciekawszych wydarzeń ligowych ostatnich lat oraz materiały poświęcone aktualnemu sezonowi rozgrywek. Wszystkie mecze PKO Ekstraklasy, skróty, analizy i magazyny ligowe będzie można zobaczyć również niezmiennie na pozostałych antenach Canal+ i nSport+ oraz za pośrednictwem telewizji mobilnej nc+ GO i w serwisie Canal+ Sport Online.
Od 1 stycznia 2023 Canal+ Sport 3 emituje już nie tylko spoty i materiały promocyjne grupy Canal+, ale także reklamy. Stacja nawiązała w tym celu współpracę z Biurem Reklamy TVN, które odpowiada za ich emisję na antenie stacji, łącznie ze sprzedażą czasu antenowego reklamodawcom.

Logo Canal+ Sport 3
Logo Canal+ Sport 4